# HLA-DPB1
HLA-DPB1‏ (Major histocompatibility complex, class II, DP beta 1) هوَ بروتين يُشَفر بواسطة جين HLA-DPB1 في الإنسان.